# MZ 1000S
La MZ 1000S è una motocicletta prodotta dalla casa motociclistica tedesca Motorradwerk Zschopau dal 2004 al 2007.

## Profilo e contesto
Ammiraglia della gamma dell'azienda tedesca, la 1000S è la motocicletta MZ di cilindrata più grande di sempre e la prima moto multicilindrica dal 1959.
Presentata all'Intermot 2000 in veste prototipale e progettata dallo studio Peter Kaumann, la versione definitiva ha debuttato due qnni più tardi.
A spingere la moto c'è un motore a due cilindri in linea frontemarcia  a quattro tempi dalla cilindrata totale di 998 cm³ (con l'alesaggio da 96 mm e la corsa da 69 mm), con distribuzione bialbero a 8 valvole raffreddato a liquido.
Il telaio è stato completamente ridisegnato, integrando una struttura a tubi reticolare.